# Han Sang-hoon
Han Sang-hoon (* 27. Oktober 1984 in Seoul) ist ein Badmintonspieler aus Südkorea.

## Sportliche Karriere
Han Sang-hoon wurde bei der Badminton-Juniorenweltmeisterschaft 2002 Erster im Doppel mit Park Sung-hwan. 2009 wurde er im Herrendoppel mit Hwang Ji-man Zweiter bei den prestigeträchtigen All England. Bei den Asienmeisterschaften des gleichen Jahres konnten sie Bronze gewinnen. Ein Jahr später verteidigten sie diese Platzierung.

## Sportliche Erfolge
| Saison | Veranstaltung              | Disziplin    | Platz | Name                           |
| ------ | -------------------------- | ------------ | ----- | ------------------------------ |
| 2002   | Junioren-Weltmeisterschaft | Herrendoppel | 1     | Han Sang-hoon / Park Sung-hwan |
| 2005   | Smiling Fish               | Herrendoppel | 1     | Han Sang-hoon / Hwang Ji-man   |
| 2009   | All England                | Herrendoppel | 2     | Han Sang-hoon / Hwang Ji-man   |
| 2009   | Asienmeisterschaft         | Herrendoppel | 3     | Hwang Ji-man / Han Sang-hoon   |
| 2010   | Asienmeisterschaft         | Herrendoppel | 3     | Hwang Ji-man / Han Sang-hoon   |